# Kawasaki Z 1000
La Z 1000 est un modèle de moto produit par le constructeur japonais Kawasaki (chez Kawasaki, l'appellation « Z » désigne toujours des modèles à quatre temps).

## Z 1000 (1977 - 1980)
La Kawasaki Z 1000 apparaît en 1977, succédant à la 900 Z1 dont elle reprend l'esthétique générale. La cylindrée est portée à 1 015 cm3, avec l'augmentation de 4 mm de l'alésage. Le frein arrière à tambour est abandonné au profit d'un disque semblable à ceux qui équipent la roue avant. La principale évolution intervient en 1978 avec les étriers de frein avant qui migrent derrière les fourreaux de fourche.
Toujours en 1978, une version plus sportive, la Z1R, est mise sur le marché. La puissance passe à 90 ch, grâce à l'adoption de carburateurs de 28 mm de diamètre. Le couple gagne 0,6 kg m à 7 000 tr/min.

Elle est l'une des premières motos à être équipée en série d'un carénage tête de fourche. L'esthétique est moins lisse que celle de la Z 1000 standard. Le réservoir, plus anguleux, perd trois litres.
À la suite de plaintes de nombreux motards sur l'autonomie de la 1000 z1r et sa tenue de route, quelques modifications furent effectuées.
En 1979, la Z1R est remplacée par la Z 1000 Z2R. La puissance passe à 93 ch. Les gicleurs sont changés : 107,5 à 112,5, le collecteur d'admission d'air associé au filtre à air voit ses tubes disparaitre, la culasse est modifiée, des tubes sont rajoutés sur la fourche pour augmenter son angle de chasse ainsi que des cales de pré-contraintes sur les amortisseurs arrière. Le réservoir de 13 L est remplacé par un réservoir de 20 L.
En 1979, la Z1R (modifiée Z2R) est remplacée par la 1000 MK2 qui est dotée de l'allumage électronique. En 1980, ce modèle est amélioré pour devenir la Z1000H (KZT00H) « 1000 à injection » qui, comme son nom l'indique, perd ses carburateurs Mikuni de 28 pour des injecteurs Bosch. Contrairement à la Z 1000 A et la 900 Z1, les jantes à rayons sont abandonnées au profit de roues en alliage.
Parallèlement, Kawasaki lance la Z 1000 ST, à vocation grand tourisme. Ce modèle, qui développe 94 ch, adopte une transmission acatène (à cardan) remplaçant la chaîne. L'entretien devient plus facile et moins onéreux. Ce changement a pour conséquence l'augmentation de l'empattement de 30 mm.
Les Z1R (Z2R), MK2, ST et 1000 à injection achèvent leur carrière en 1980. Elles sont remplacées l'année suivante par la Z 1000 J avec une cylindrée de 998 cm3.
La Z 1000 J laissera à son tour sa place à la Z 1000 R.
Avec l'arrêt de la production de la Z 1000 R, la lignée des Z 1000 s'interrompt, mais pour un temps seulement.
La Z 1000 connaît son heure de gloire en apparaissant sur petit et grand écran. Elle équipe les officiers Francis Llewellyn Poncherello et Jonathan Baker dans la série télévisée CHiPs. Elle sert également de monture à la fois aux policiers et aux bandits dans le premier volet du film Mad Max.

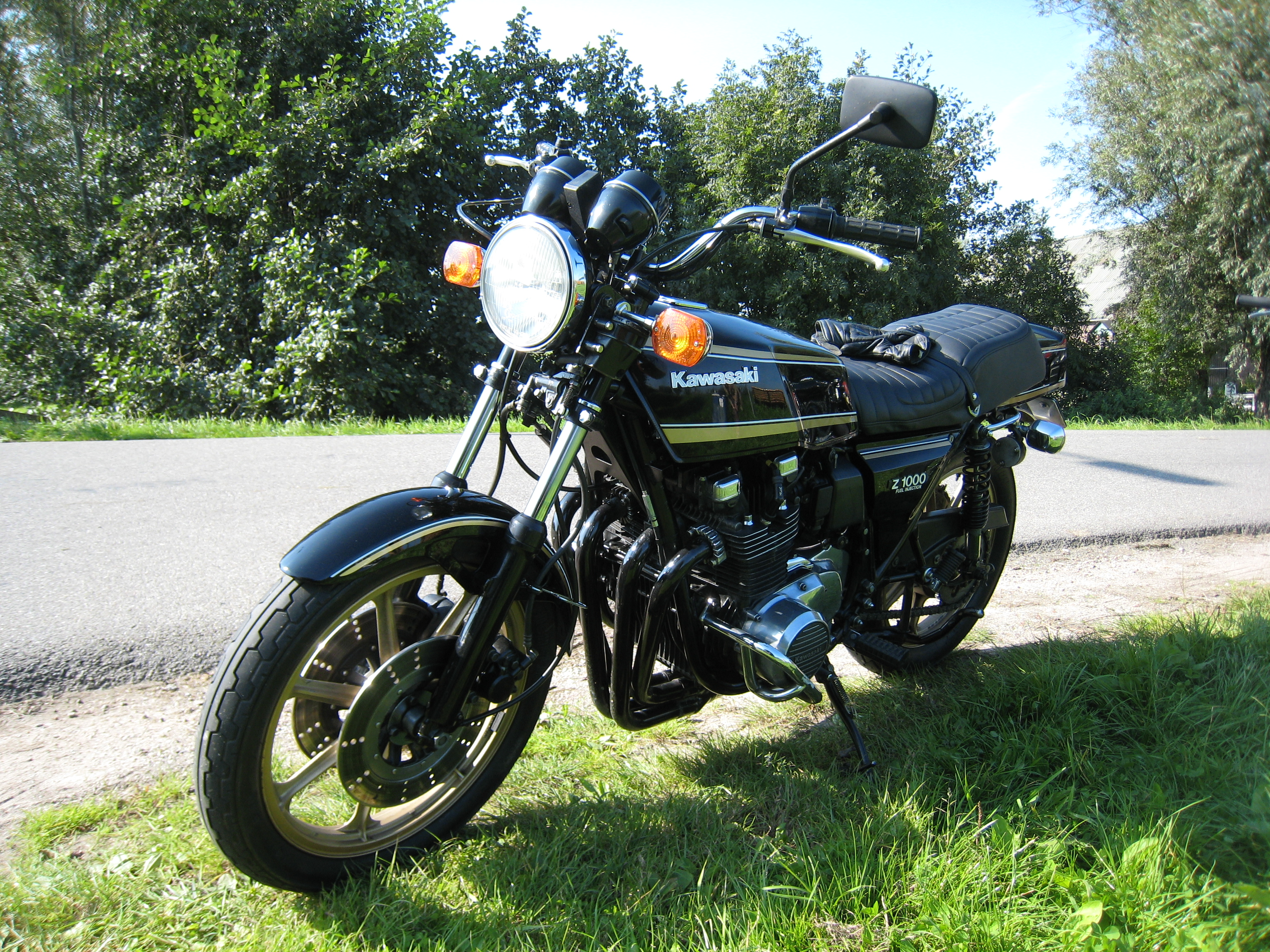
Z 1000 injection de 1980.

## Z 1000 (2003)
Kawasaki annonce le retour, en 2003, de la Z 1000. Si le patronyme est identique, la philosophie est légèrement différente. Cette Z 1000 est plus proche de l'esprit de la Z1R. Le moteur de la ZX-9R est modifié, le châssis allégé, l'injection et un train de roue issu de la gamme sportive de Kawasaki[pas clair], la Z 1000 se classe dans la famille des roadsters sportifs. Avec un design innovant, œuvre de Shunji Tanaka, et des dimensions de châssis dignes d'une hyper-sport, cette Kawasaki est une vraie sportive.
Côté moteur, si l'architecture à quatre cylindres est conservée, la culasse enferme deux arbres à came en tête et quatre soupapes par cylindre.

La cylindrée est de 953 cm3 (77,2 × 50,9 mm), pour une puissance maximale de 127 ch à 10 000 tr/min et un couple de 9,7 kg m à 8 000 tr/min.

Ce moteur bénéficie d'une alimentation par injection électronique Keihin de 38 mm de diamètre. La boîte de vitesses passe à 6 rapports.
La partie cycle est remise au goût du jour. Le cadre périmétrique type Diamant est également copié sur celui de la ZX-9R. La fourche de diamètre 41 mm est inversée, avec un débattement de 120 mm. Un monoamortisseur équipe le train arrière.

Le freinage est assuré par deux disques de 300 et 220 mm, respectivement pincés par des étriers Nissin à quatre pistons et Tokico monopiston, à l'avant et à l'arrière[pas clair].
Côté esthétique, cette machine semble sortie tout droit d'un manga. Les coloris disponibles permettent de reconnaître la Z 1000 au premier coup d'œil. Le vert Kawasaki est complété par un orange vif. Un noir plus discret complète l'offre lors de sa deuxième année de commercialisation. L'échappement fait également partie des points particuliers de cette moto. Quatre silencieux dorés encadrent la roue arrière, rappelant ceux de la 900 Z1.

### Z 1000 (2007)

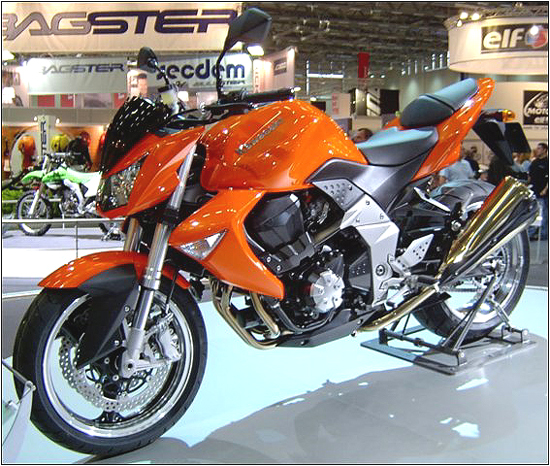
Modèle 2007.

Pour 2007, la Z 1000 s'offre un rajeunissement. Si la puissance est en baisse de deux chevaux, le couple passe à 10,1 kg m à 8 200 tr/min. Bien que, sur l'ancien modèle, le couple devenait satisfaisant une fois monté dans les tours, le nouveau modèle a été modifié pour procurer un couple plus important aux bas et moyen régimes.

Les disques de frein cèdent à la mode, ils prennent la forme de pétale, avec des étriers à fixation radiale. L'esthétique semble plus trapue. Les quatre pots d'échappement silencieux sont remplacés par deux cônes, mais avec deux sorties chacun. Le poids est également à la hausse et affiche 205 kg à sec sur la balance.

## Z 1000 (2010)
Le millésime 2010 est entièrement nouveau, Kawasaki dote son plus gros roadster d'une nouvelle partie cycle, d'un nouveau moteur et revisite son design en poussant le style manga initié par son ainé en 2003.

### Mécanique
Un nouveau cadre aluminium coulé sous pression permet à la « Z » de perdre entre 3 et 4 kg sur cette pièce qui gagne de surcroit jusqu'à 30 % de rigidité. Les freins avant sont issus de la sportive ZX-10R, il s'agit de deux étriers Tokico à montage radial de quatre pistons opposés.

Le moteur, lui aussi, est totalement remanié. Sa cylindrée grimpe à 1 043 cm3. La course est allongée de 5,1 mm par rapport à l'ancienne version (77 × 56 mm) les corps d'injection sont de 38 mm contre 36 mm. Sa puissance passe à 138 ch, soit 13 ch de plus que l'ancien millésime (la version française est limitée à 106 ch), le couple passe quant à lui à 11,2 kg m à 7 800 tr/min (9,7 kg m à 7 500 tr/min en France).

Les masses sont recentrées et le poids en ordre de marche descend à 218 kg (ABS +3 kg) soit une baisse de 10 kg.

### Restylage (2013)

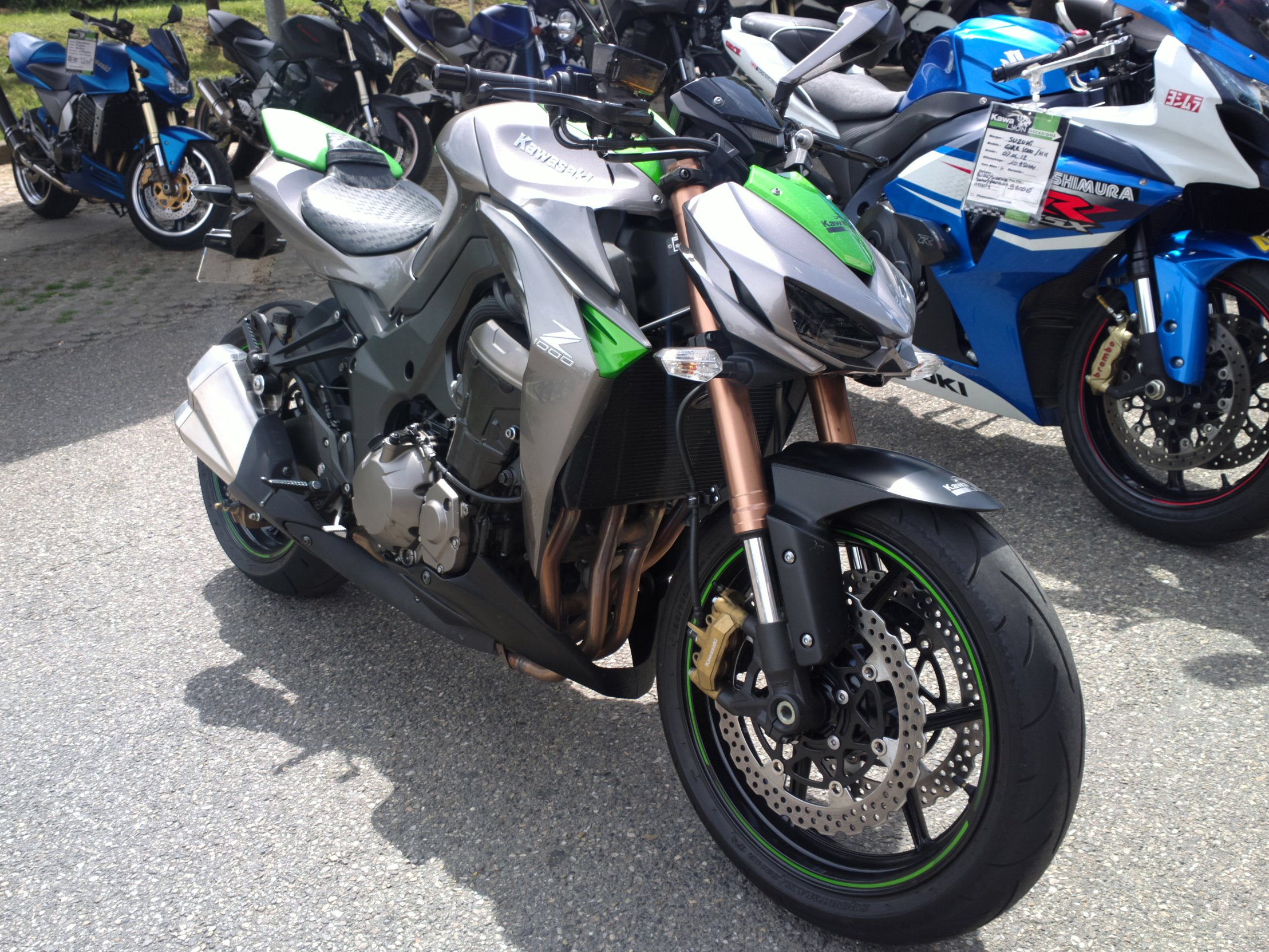
Restylage de 2013.

Disponible en France au tarif de 11 999 € (auquel s'ajoute 600 € pour l'ABS), cette version inaugure un nouveau design signé Shibuta San qui se serait inspiré de « la silhouette d'une panthère tapie, épaules musculeuses, tête rentrée ».